# Sender Altkünkendorf
Der Sender Altkünkendorf ist eine Sendeanlage für Richtfunk und UKW-Hörfunk auf dem Telegrafenberg westlich von Angermünde. Sie dient zur Verbreitung von Radio BB auf der UKW-Frequenz von 95 MHz und verwendet als Antennenträger einen 72 Meter hohen Fernmeldeturm aus Stahlbeton. Auch ein kleiner regionaler Sender in Angermünde nutzt die Anlage.
Ursprünglich verwendete diese Anlage einen freistehenden Stahlfachwerkturm. Dieser wurde nach der Errichtung des Fernmeldeturms zuerst teilweise abgetragen, wobei der Turmstumpf noch als Träger von Satellitenantennen eingesetzt wurde. Nach 2004 wurde diese ältere Anlagenteil komplett demontiert.